# Peter González
Peter Federico González Carmona (Madrid, 25 luglio 2002) è un calciatore dominicano con cittadinanza spagnola, attaccante del Getafe.

## Biografia
È nato in Spagna da genitori dominicani.

## Carriera

### Club

#### Real Madrid Castilla e prestito al Valencia
González è cresciuto nel settore giovanile del Real Madrid, che lo ha acquistato nel 2015 dal Ciudad Getafe. Nel 2018 ha firmato il suo primo contratto professionistico e nel 2020 è stato assegnato al Castilla, con cui ha debuttato il 25 ottobre nell'incontro di Segunda División B perso 2-1 contro il Getafe B. L'anno successivo è stato aggregato alla prima squadra, con cui ha esordito il 22 dicembre 2021 nell'incontro di Primera División vinto 2-1 contro l'Athletic Bilbao.
Il 31 gennaio 2024 è stato ceduto in prestito al Valencia. Trova spazio nella Liga dove colleziona 15 presenze spesso a gara in corso realizzando un assist.

#### Getafe
Il 4 Luglio 2024 diventa ufficiale il suo trasferimento al Getafe a titolo definitivo,firma un contratto fino al 30 Giugno 2028.

### Nazionale
Ha giocato nella nazionale dominicana Under-15.

## Statistiche

### Presenze e reti nei club
Statistiche aggiornate al 17 marzo 2024.
| Stagione        | Squadra          | Campionato      | Campionato | Campionato | Coppe nazionali | Coppe nazionali | Coppe nazionali | Coppe continentali | Coppe continentali | Coppe continentali | Altre coppe | Altre coppe | Altre coppe | Totale | Totale | Totale |
| Stagione        | Squadra          | Comp            | Pres       | Reti       | Comp            | Pres            | Reti            | Comp               | Pres               | Reti               | Comp        | Pres        | Reti        | Pres   | Reti   |        |
| --------------- | ---------------- | --------------- | ---------- | ---------- | --------------- | --------------- | --------------- | ------------------ | ------------------ | ------------------ | ----------- | ----------- | ----------- | ------ | ------ | ------ |
| 2020-2021       | Real M. Castilla | SDB             | 21         | 2          |                 | -               | -               |                    | -                  | -                  |             | -           | -           | 21     | 2      |        |
| 2021-2022       | Real M. Castilla | PDR             | 36         | 3          |                 | -               | -               |                    | -                  | -                  |             | -           | -           | 36     | 3      |        |
| 2022-2023       | Real M. Castilla | PF              | 40         | 6          |                 | -               | -               |                    | -                  | -                  |             | -           | -           | 40     | 6      |        |
| 2023-gen. 2024  | Real M. Castilla | PF              | 18         | 2          |                 | -               | -               |                    | -                  | -                  |             | -           | -           | 18     | 2      |        |
| 2021-2022       | Real Madrid      | PD              | 3          | 0          | CR              | 0               | 0               | UCL                | 0                  | 0                  | SS          | 0           | 0           | 3      | 0      |        |
| gen.-giu. 2024  | Valencia         | PD              | 5          | CR         | 0               | 0               |                 | -                  | -                  |                    | -           | -           | 5           | 0      |        |        |
| Totale carriera | Totale carriera  | Totale carriera | 123        | 13         |                 | 0               | 0               |                    | 0                  | 0                  |             | 0           | 0           | 123    | 13     |        |

### Cronologia presenze e reti in nazionale
| Cronologia completa delle presenze e delle reti in nazionale ― Rep. Dominicana | Cronologia completa delle presenze e delle reti in nazionale ― Rep. Dominicana | Cronologia completa delle presenze e delle reti in nazionale ― Rep. Dominicana | Cronologia completa delle presenze e delle reti in nazionale ― Rep. Dominicana | Cronologia completa delle presenze e delle reti in nazionale ― Rep. Dominicana | Cronologia completa delle presenze e delle reti in nazionale ― Rep. Dominicana | Cronologia completa delle presenze e delle reti in nazionale ― Rep. Dominicana | Cronologia completa delle presenze e delle reti in nazionale ― Rep. Dominicana |
| Data                                                                           | Città                                                                          | In casa                                                                        | Risultato                                                                      | Ospiti                                                                         | Competizione                                                                   | Reti                                                                           | Note                                                                           |
| ------------------------------------------------------------------------------ | ------------------------------------------------------------------------------ | ------------------------------------------------------------------------------ | ------------------------------------------------------------------------------ | ------------------------------------------------------------------------------ | ------------------------------------------------------------------------------ | ------------------------------------------------------------------------------ | ------------------------------------------------------------------------------ |
| 21-3-2025                                                                      | Bayamón                                                                        | Porto Rico                                                                     | 2 – 2                                                                          | Rep. Dominicana                                                                | Amichevole                                                                     | -                                                                              | 90+1’                                                                          |
| 25-3-2025                                                                      | Santiago de los Caballeros                                                     | Rep. Dominicana                                                                | 2 – 0                                                                          | Porto Rico                                                                     | Amichevole                                                                     | -                                                                              | 67’                                                                            |
| 6-6-2025                                                                       | Città del Guatemala                                                            | Guatemala                                                                      | 4 – 2                                                                          | Rep. Dominicana                                                                | Qual. Mondiali 2026                                                            | -                                                                              | 64’                                                                            |
| 10-6-2025                                                                      | Santo Domingo                                                                  | Rep. Dominicana                                                                | 5 – 0                                                                          | Dominica                                                                       | Qual. Mondiali 2026                                                            | 1                                                                              |                                                                                |
| 14-6-2025                                                                      | Inglewood                                                                      | Messico                                                                        | 3 – 2                                                                          | Rep. Dominicana                                                                | Gold Cup 2025 - 1º turno                                                       | 1                                                                              |                                                                                |
| 18-6-2025                                                                      | Arlington                                                                      | Costa Rica                                                                     | 2 – 1                                                                          | Rep. Dominicana                                                                | Gold Cup 2025 - 1° turno                                                       | -                                                                              | 77’                                                                            |
| 22-6-2025                                                                      | Arlington                                                                      | Rep. Dominicana                                                                | 0 – 0                                                                          | Suriname                                                                       | Gold Cup 2025 - 1° turno                                                       | -                                                                              |                                                                                |
| Totale                                                                         |                                                                                | Presenze                                                                       | 7                                                                              |                                                                                | Reti                                                                           | 2                                                                              |                                                                                |